# エネルギースター

エネルギースターのサービスマーク

エネルギースター（英語：Energy Star）は、省エネルギー型電気製品のための環境ラベリング制度。アメリカ合衆国エネルギー省及び環境保護庁（EPA）が1992年に開始し、その後国際提携プログラムによりオーストラリア、カナダ、日本、欧州連合など他国・地域でも運用されている。
コンピューターや周辺機器、家電製品や建物などエネルギースター・マークが表示された機器・設備は、一般的に合衆国連邦政府の基準より20-30%エネルギー効率が良いとされている。
英語での発音に近い「エナジースター」と表記されることも多い。

## 対象製品・設備
エネルギースター対象条件はアメリカ合衆国エネルギー省またはアメリカ合衆国環境保護庁によって商品カテゴリー別に設定されている。
- コンピューター
- サーバー
- 電化製品：冷蔵庫、洗濯機、衣類乾燥機
- AV機器：テレビ、ビデオ
- 空調機器：エアコン、暖房機
- 事務機器：プリンター、ファクス、コピー機、コードレス電話
- 照明機器：LED電球など
- 新世代住宅：エネルギー効率のよい住宅

## 国際エネルギースター提携
オーストラリア、カナダ、日本、ニュージーランド、台湾、そしてEU（欧州連合）がこのプログラムを採用している。

### 日本
経済産業省がアメリカ合衆国環境保護庁（EPA）との相互承認の元で運営している。